# L’Arrabbiata

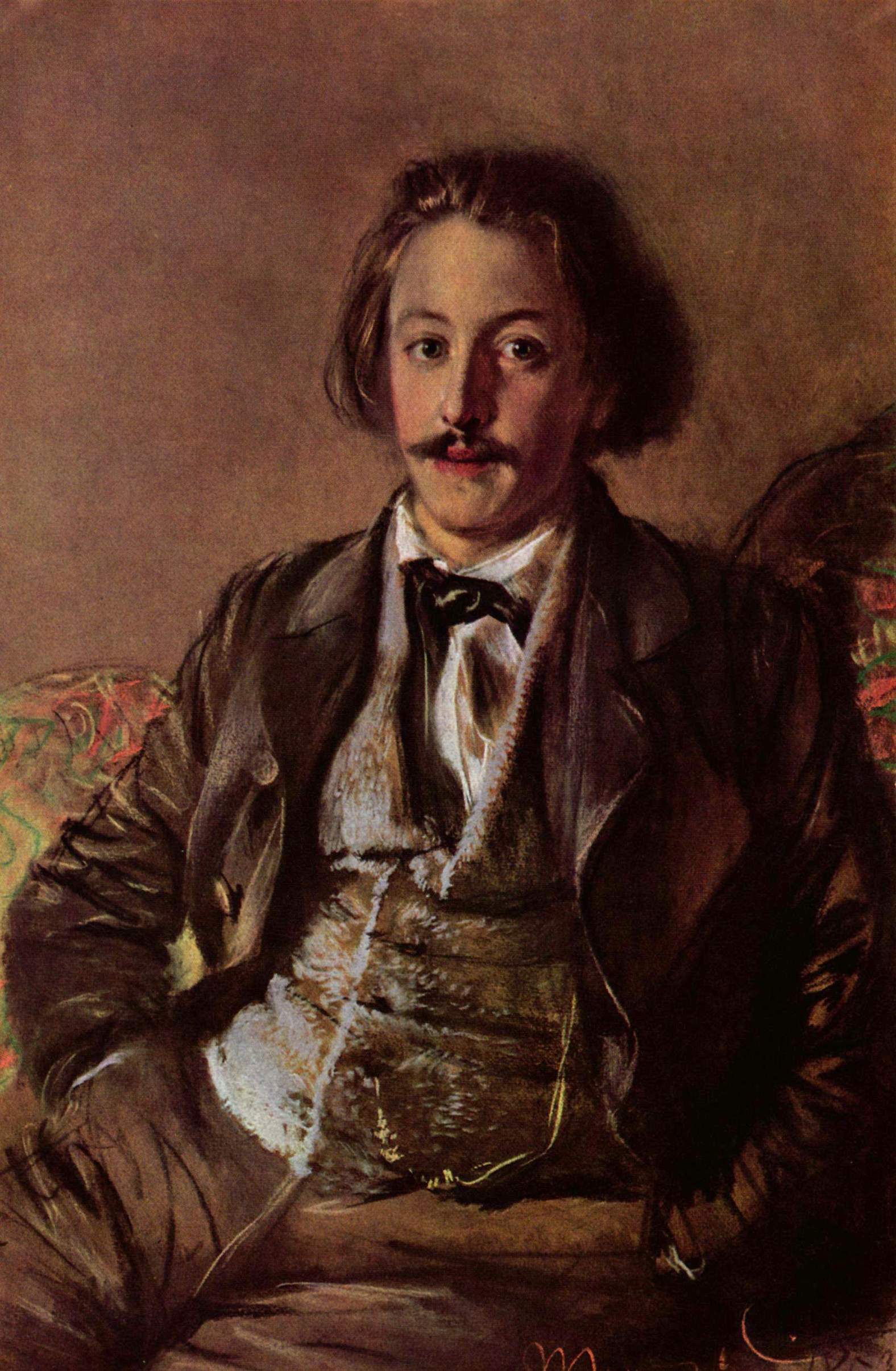
Paul Heyse auf einem Gemälde von Adolph Menzel anno 1853

L’Arrabbiata ist eine Novelle des deutschen Nobelpreisträgers für Literatur Paul Heyse, die 1853 in Sorrent entstand und 1854 im belletristischen Jahrbuch Argo in Dessau erschien. Der Text eröffnete einen Reigen von zirka 180 Novellen, die der Autor bis 1895 in zwanzig Sammlungen publizierte.
Die Novelle wurde ins Französische (La Rabbiata, 1862), Italienische (1863), Holländische (1864), Englische (The Fury, 1867), Dänische (L’Arrabiata, 1873), Polnische (1923) und Arabische (1938) übertragen.

## Inhalt
Auf der Überfahrt von Sorrent nach Capri von ihrem Beichtvater Padre Curato befragt, warum die Sorrenter Jungen die kaum 18-jährige Laurella l’Arrabbiata gerufen hatten, bekommt der Geistliche von der trotzigen Schönen zur Antwort, eben weil das Reden, Singen und Tanzen der anderen ihre Sache nicht sei. Ein Dritter ist noch mit an Bord der Barke – Antonino. Der junge Schiffer rudert die beiden Fahrgäste übers Meer, verkauft auf Capri Orangen und wartet, bis Laurella auf Anacapri ihre Seide und ihr Garn verkauft hat. Der Padre will in Capri übernachten.
Antonino ist sozusagen eine gute Partie, denn wahrscheinlich wird er einmal den begüterten kinderlosen Sorrenter Onkel beerben. Die eigensinnige Laurella will keinesfalls heiraten, denn sie hat immer noch ihren seligen Vater vor Augen, wie er die Mutter zu seinen Lebzeiten zuerst schlug und dann liebte. Die Mutter, jetzt krank, hatte diese Tatsache immer vor der Welt verheimlicht.
Auf der Rückfahrt tritt Antonino der störrischen Laurella zu nahe. Er sagt zu ihr: „Weißt du, daß du hier in meiner Macht bist und tun mußt, was ich will?“ Als er sie darauf plötzlich anfasst, wird er in die rechte Hand gebissen. Laurella springt ins Meer und schwimmt in Richtung Land. Aber Sorrent ist weit, ist schwimmend kaum erreichbar. Antonino folgt Laurella auf seiner Barke und zieht sie an Bord. Die tiefe Bisswunde blutet stark. Das Mädchen hilft beim Rudern.
Laurella sucht Antonino des Abends in seiner Behausung; sie hilft bei der Wundbehandlung und legt Kraut gegen die Schwellung auf. Antonino bedauert seinen Ausrutscher an Bord. Laurella fühlt sich schuldig. Schluchzend wirft sie sich Antonino an den Hals, gesteht ihm ihre Liebe, küsst ihn dreimal und verlässt ihn mit dem Spruch: „Gute Nacht, mein Liebster! Geh nun schlafen und heile deine Hand, und geh nicht mit mir, denn ich fürchte mich nicht, vor keinem als nur vor dir.“

## Rezeption
- 1998, Sprengel beobachtet, Heyse, der – aus deutscher Sicht – Begründer der „italienischen Novelle“, nimmt in seiner ergiebigen Novellenproduktion des Öfteren das „südländische ‹Rasseweib›“ als Protagonistin.[6]

### Ausgaben
Erstausgabe:
- La Rabbiata. S. 1–22 in: Theodor Fontane (Hrsg.), Franz Kugler (Hrsg.): Argo. Belletristisches Jahrbuch für 1854. Verlag Gebrüder Katz, Dessau[7]

Verwendete Ausgabe:
- L’Arrabbiata. S. 1–31 in: Paul Heyse: Das Mädchen von Treppi. Italienische Liebesgeschichten. Mit einem Nachwort von Gotthard Erler. Illustrationen: Wolfgang Würfel. 512 Seiten. Buchverlag der Morgen, Berlin 1965

### Sekundärliteratur
- Werner Martin (Hrsg.): Paul Heyse. Eine Bibliographie seiner Werke. Mit einer Einführung von Prof. Dr. Norbert Miller. 187 Seiten. Georg Olms Verlag, Hildesheim 1978 (Schreibmaschinenschrift), ISBN 3-487-06573-8
- Peter Sprengel: Geschichte der deutschsprachigen Literatur 1870–1900. Von der Reichsgründung bis zur Jahrhundertwende. München 1998, ISBN 3-406-44104-1